# Anne Nivat
Pour les articles homonymes, voir Nivat.
Anne Nivat, née le 18 juin 1969 à Poisy (Haute-Savoie), est une journaliste et autrice française.
Elle est reportrice de guerre, et reçoit le prix Albert-Londres de la presse écrite en 2000. 
C'est une spécialiste reconnue de la Russie où elle habite durant dix ans jusqu’en 2006.
Elle s'investit dans les reportages en zones sensibles (Tchétchénie, Irak, Afghanistan, etc.) ; parfois clandestinement et toujours en indépendante, c'est-à-dire : sans être salariée d'une rédaction.

## Biographie

### Famille et formation
Anne Louise Nivat naît le 18 juin 1969 à Poisy (Haute-Savoie) du mariage de Georges Nivat, universitaire spécialiste du monde russe et de Lucile Jonac, professeure agrégée de russe. 
Elle a un frère cadet Guillaume né en 1971, ingénieur en informatique. Elle grandit en Haute-Savoie où elle pratique le ski de haut niveau.
Diplômée de l’Institut d'études politiques de Paris (1991, Section Communication et ressources humaines), elle y obtient ensuite un DEA en études soviétiques et est-européennes (1992) avant d’y soutenir en 1996 un doctorat en science politique,, sous la direction d'Hélène Carrère d'Encausse, avec une thèse intitulée Médias et pouvoir politique en Russie pendant la transition : une difficile marche vers l'autonomie de la fin de l'URSS à la renaissance de la Russie, 1985-1994.
En 1996-1997, elle est titulaire de la bourse Fulbright à Harvard, aux États-Unis.
Outre le français et l'anglais, Anne Nivat, hyperpolyglotte, parle l'allemand, l'italien, le russe, le tchèque, le polonais et possède également des notions d'arabe.
Elle est mariée avec le journaliste Jean-Jacques Bourdin. Ils ont un fils, Louis, né en novembre 2006.

### Parcours professionnel
Elle commence sa carrière de journaliste dans le magazine Globe Hebdo.
Après avoir été, en 1998, correspondante à Moscou pour Libération, Anne Nivat est, en 2004, envoyée spéciale pour Le Point. Elle collabore à l’International Herald Tribune, au New York Times et au Washington Post.
Depuis 2010, elle enseigne en master 2 de journalisme à l'Académie du journalisme et des médias (AJM) à l'université de Neuchâtel.
En avril 2014, elle rejoint l'équipe de l'émission Le Grand Journal de Canal+, avec Antoine de Caunes ; une expérience qui dure trois mois, jusqu'à la fin de la première saison.
À partir de la rentrée 2015, elle travaille en France, sur un livre d'enquêtes paru le 1er mars 2017 chez Fayard, Dans quelle France on vit.
Anne Nivat est à l'antenne et anime le 22 h de la chaîne LCI, une émission de débats, le vendredi et le samedi depuis le 30 août 2024.

## Publications
- Quand les médias russes ont pris la parole : de la glasnost à la liberté d'expression, 1985-1995, L'Harmattan, 1997
- Chienne de guerre : une femme reporter en Tchétchénie, Fayard, 2000 (prix Albert-Londres), Le Livre de Poche, 2001,  (ISBN 978-2213606903).
- Algérienne, avec Louisette Ighilahriz, Fayard, 2001
- La Maison haute, Fayard, 2002, Le Livre de Poche, 2003
- La guerre qui n'aura pas eu lieu, Fayard, 2004
- Lendemains de guerre en Afghanistan et en Irak, 2004 (prix littéraire de l'Armée de terre - Erwan Bergot), Le Livre de Poche, 2005
- Islamistes, comment ils nous voient, 2006, Le Livre de Poche, 2010
- Par les monts et les plaines d'Asie Centrale, Fayard, 2006
- Bagdad Zone rouge, Fayard, 2008
- Correspondante de guerre, (avec Daphné Collignon), roman graphique, publié par Reporters sans frontières, Soleil, Paris, 2009,  (ISBN 978-2-302-00565-5)
- Les Brouillards de la guerre, Fayard, 2011
- La République juive de Staline, Fayard, 2013
- Dans quelle France on vit, Fayard, 2017,  (ISBN 978-2213654294)
- Dans la gueule du loup Jean-Marc Thévenet et Horne, éditions Marabout collection Marabulles, 2021, bande-dessinée, récit romancé pour raconter la vie d’une reporter de guerre,   (ISBN 978-2-501-12238-2)
- La France en face, Fayard, 2022,  (ISBN 978-2213712567)
- La Haine et le Déni : Avec les Ukrainiens et les Russes dans la guerre, Flammarion, 2024  (ISBN 978-2080421203)

## Distinctions

### Décoration
Le 31 décembre 2019, Anne Nivat est nommée au grade de chevalier dans l'ordre national de la Légion d'honneur au titre de « journaliste, grand reporter et écrivain ; 27 ans de services ».

### Prix
En 2000, elle remporte le prix Albert-Londres de la presse écrite pour son travail sur la Russie et la guerre de Tchétchénie. Ses reportages en Tchétchénie ont donné lieu au livre Chienne de guerre : une femme reporter en Tchétchénie, écrit après un séjour clandestin en Tchétchénie en 1999 pour rencontrer rebelles, soldats, et civils en se fondant dans la population locale,.
En 2004, elle obtient le prix littéraire de l'Armée de terre - Erwan Bergot pour Lendemains de guerre en Afghanistan et en Irak,.